# Сибілла Урсула Брауншвейг-Вольфенбюттельська
Сибілла Урсула Брауншвейг-Вольфенбюттельська (нім. Sibylle Ursula von Braunschweig-Wolfenbüttel), також Сибілла Урсула Брауншвейг-Люнебурзька (нім. Sibylle Ursula von Braunschweig-Lüneburg), 4 лютого 1629 — 12 грудня 1671) — принцеса Брауншвейг-Вольфенбюттельська з дому Вельфів, донька герцога Брауншвейг-Люнебургу князя Брауншвейг-Вольфенбюттелю Августа Молодшого та принцеси Ангальт-Цербстської Доротеї, дружина герцога Шлезвіг-Гольштейн-Зондербург-Глюксбургу Крістіана.
Письменниця, поетеса, перекладачка. Використовувала псевдонім Звільнення (нім. Die Befreiende).

## Біографія
Народилась 4 лютого 1629 року у Гітцакері третьою дитиною та старшою донькою в родині принца Брауншвейг-Вольфенбюттельського Августа та його другої дружини Доротеї Ангальт-Цербстської. Мала старшого брата Рудольфа Августа. Ще один брат помер до її народження. Згодом сімейство поповнилося донькою Кларою Августою та сином Антоном Ульріхом. У Гітцакері батько створив невелике панство і тримав свій двір.
Втратила матір у 5-річному віці. Батько через 10 місяців одружився втретє із Софією Єлизаветою Мекленбург-Гюстровською. Від цього союзу принцеса мала молодших єдинокровних брата та сестру.
У грудні 1635 року батько став герцогом Брауншвейг-Люнебургу князем Брауншвейг-Вольфенбюттелю. Через Тридцятилітню війну сімейство дев'ять років мешкало у замку Данквардероде у Брауншвейзі, перш ніж у 1644 переїхало до сильно пошкодженої резиденції у Вольфенбюттелі. До жовтня 1646 року дітей навчав поет Зігмунд фон Біркен.
Після укладення у 1648 році Вестфальського миру Август підтримував у князівстві спокій та перетворив країну на культурний центр. Софія Єлизавета відповідала за розважальні заходи двору. Вчителем Сибілли Урсули та її суродженців був поет Юстус Георг Шоттеліус. Принци та принцеси отримали добру освіту у галузі музики, латини, французької мови та літератури. Брали участь у родинних виступах у придворному театрі Вольфенбюттеля. Найталановитішими були визнані Сибілла Урсула й Антон Ульріх. 
Усі брати й сестри займалися літературою. У шкільному зошиті Сибілли Урсули є літературне дослідження стилю куртуазних фраз та історій кохання. На відміну від братів, подальшої літературної підтримки не мала. Проте, збереглося кількарічне листування (1656—1660 роки) принцеси з французькою письменницею Мадлен де Скюдері, яке справило на неї великий вплив, а також листування з теологом Йоганном Валентином Андреае, яке вони вели латиною і яке міститься, наприклад, у  збірці листів «Seleniana Augustalia», виданій в Ульмі у 1649 році. Також принцеса була знавчинею німецької поезії та тримала велику кількість книжок.
Відкладала шлюб та планувала померти у цноті. Присвячувала себе заняттям літературою, писала вірші, п'єси, прозу, займалася перекладацькою діяльністю. Використовувала псевдонім Звільнення (нім. Die Befreiende). Так, близько 1649 року переклала «Вступ до істинної мудрості» (лат. «Introductio ad sapientiam» → нім. «Einleitung zur wahren Weisheit») Хуана Луїса Вівеса. В її ранній творчості важливу роль відігравали благочестя, куртуазний характер і мораль. Згодом звернулася до більш релігійних роздумів («Духовний трилисник», 1655; двотомні «Зітхання», 1647—1668), що відобразило зміну її внутрішнього духовного світу. 1656 року перевела історичний роман «Кассандра», а 1659 — «Клеопатру» французького письменника Готьє де Коста де Ла Кальпренеди. Початкова версія її основної літературної роботи «Арамена», ймовірно, натхнена «Фарамондом» Кальпренеда. Сибілла Урсула перервала написання рукопису у стилі пасторального роману о другій частині другої книги, ймовірно, близько 1663 року. Книга була продовжена її братом Антоном Ульріхом і опублікована за редакцією Зігмунда фон Біркена у версії з п'яти частин під назвою «Безтурботна Сирійська Арамена».

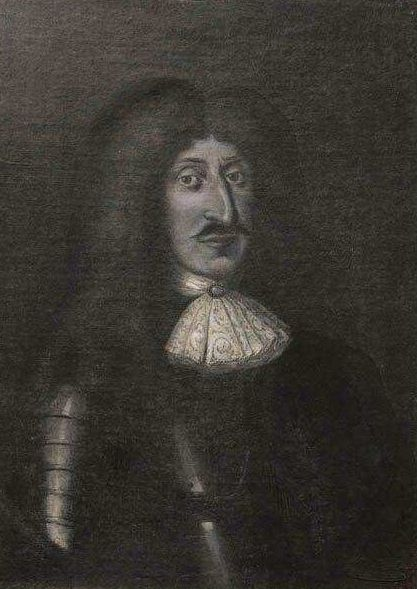
Портрет Крістіана Глюксбурзького пензля невідомого майстра

У 34 років принцеса узяла шлюб із 36-річним герцогом Шлезвіг-Гольштейн-Зондербург-Глюксбургу Крістіаном. Весілля пройшло 13 або 20 вересня 1663 року у Вольфенбюттелі. Подружнє життя не було щасливим. З чотирьох вагітностей живими народила двох дітей, які, проте, прожили лише кілька місяців. 1664 року герцогиня серйозно захворіла та впала у депресію. Висуваються гіпотези, що це був сифіліс, яким її заразив чоловік. Останній запис у її щоденнику був зроблений 1668 року. Сибілла Урсула сумувала за культурним життям Вольфенбюттеля, але намагалася засновувати літературні та музичні гуртки при глюксбурзькому дворі.
Народивши 10 грудня 1671 року мертву доньку, герцогиня померла два дні потому. Була похована у крипті замкової кірхи Глюксбургу.

## Родина
Чоловік — Крістіан, герцогом Шлезвіг-Гольштейн-Зондербург-Глюксбурзький
Діти:
- Фрідріх Август (4 червня—4 серпня 1664) — прожив 2 місяці;
- Софія Амалія (26 лютого—17 квітня) — прожила півтора місяці.